# Байришцел
Байришцел (на немски: Bayrischzell) е община в Германия, провинция Бавария, административен окръг Горна Бавария, окръг Мийзбах. Байришцел е курорт в горнобаварските Алпи.

## География
Байришцел се намира в планината Мангфал между езерото Шлийрзе на запад и Обераудорф на изток. Населеното място се намира в подножието на връх Венделщайн, в подножието на Зуделфелд и под прохода Зуделфелдпас. Намира се на северния изход на долината Уршпрунг. Едноименното населено място се намира на 23 км югоизточно от Мийзбах, 25 км северозападно от Куфщайн и 20 км западно от Обераудорф.

## Населени места
Общината Байришцел има 15 населени места:
| - Бекералпе (Bäckeralpe) - Байришцел (Bayrischzell) - Дорф (Dorf) - Гайтау (Geitau) - Хохкройт (Hochkreut) - Кларер (Klarer) - Кларермюл (Klarermühl) - Клоо (Kloo) | - Нийдерхофен (Niederhofen) - Нойдах (Noidach) - Остерхофен (Osterhofen) - Рийдлер (Riedler) - Зуделфелд (Sudelfeld) - Венделщайнхаус (Wendelsteinhaus) - Ципфлвирт (Zipflwirt) |

## Галерия
- Изглед към Байришцел
- Изглед от Зуделфелд към Венделщайн
- Байришцел
- Байришцел от високо